# Осберт (король Нортумбрії)
Осберт (англ. Osbeorht, Osberht, загинув 21 березня 867) — король Нортумбрії (848—867).
Осберт посів королівський престол після вбивства короля Етельреда II, сина Енреда. Точна дата смерті Етельреда викликає дискусії, проте відомо, що це сталося 848 року.
Про правління Осберта відомо мало. Англійський хроніст Симеон Даремський, що жив у XI—XII столітті повідомляє, що «…Осберт пограбував церкви в Вергевурді і в Тіленмуті, викравши звідти священні реліквії…». «Історія монастиря Святого Куберта» відносить цю подію до року, що передує даті загибелі короля. У 862 році Осберт оголосив свого брата Еллу II, якого хроністи називали тираном і людиною неприборканого характеру, своїм спадкоємцем і співправителем. Згідно з повідомленням Симеона Даремського, обидва королі полягли в битві з вікінгами 21 березня 867 року, після чого Нортумбрія підкорилася королівству Йорвік, яке створене норманами на півночі Англії, і увійшла в Данелаг.